# Хотимир (гміна)
Ґміна Хоцімєж — адміністративна субодиниця Тлумацького повіту Станіславського воєводства і Крайсгауптманшафту Станіслав. Утворена 1 серпня 1934 року згідно з розпорядженням Міністерства внутрішніх справ РП від 26 липня 1934 за підписом міністра Мар'яна Зиндрама-Косьцялковського. Центр — Хотимир.

## Короткі відомості
Утворена на території попередніх самоврядних сільських ґмін Бортнікі, Хоцімєж, Ґрушка, Єзєжани, Пужнікі. Згідно адміністративної реформи, село Хотимир стало центром сільської ґміни Хоцімєж.
У 1934 р. територія ґміни становила 114,49 км². Населення ґміни станом на 1931 рік становило 11 639 осіб. Налічувалось 2 473 житлові будинки.
Ґміна ліквідована 17 січня 1940 р. у зв'язку з утворенням Отинянського району. Ґміна була відновлена на час німецької окупації з липня 1941 р. до липня 1944 р.